# Камень-Рыболов

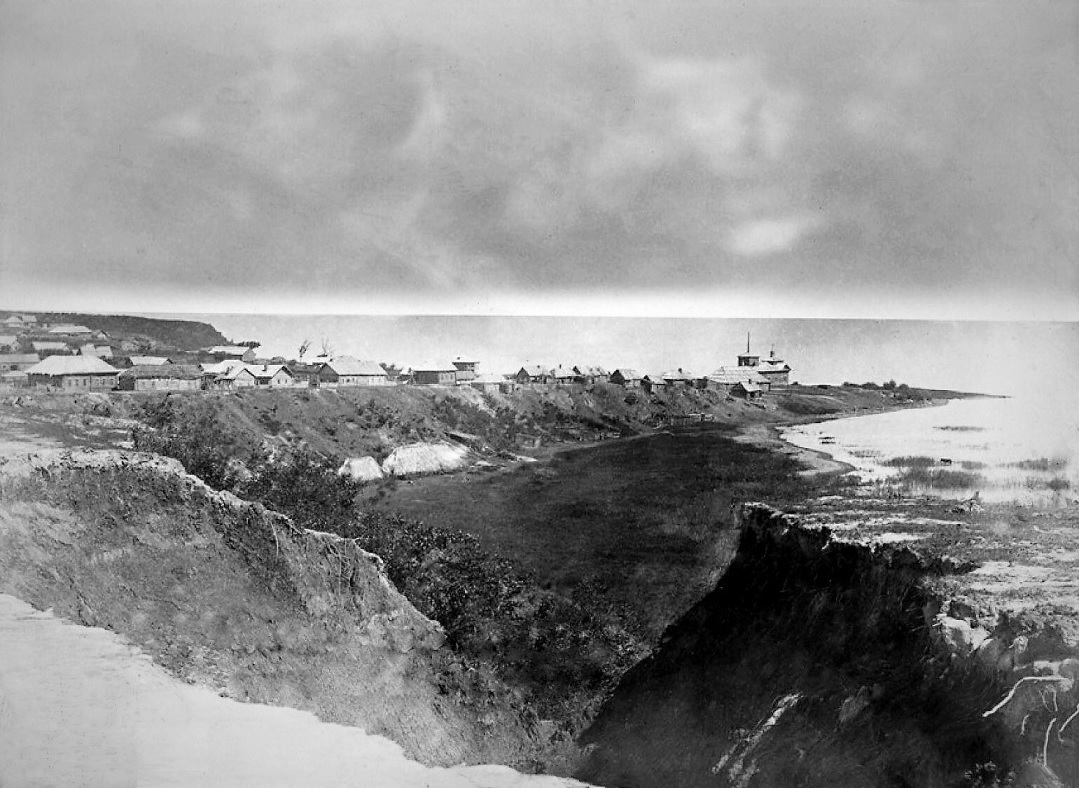
Камень-Рыболов, пост на озере Ханка. 1870-е годы

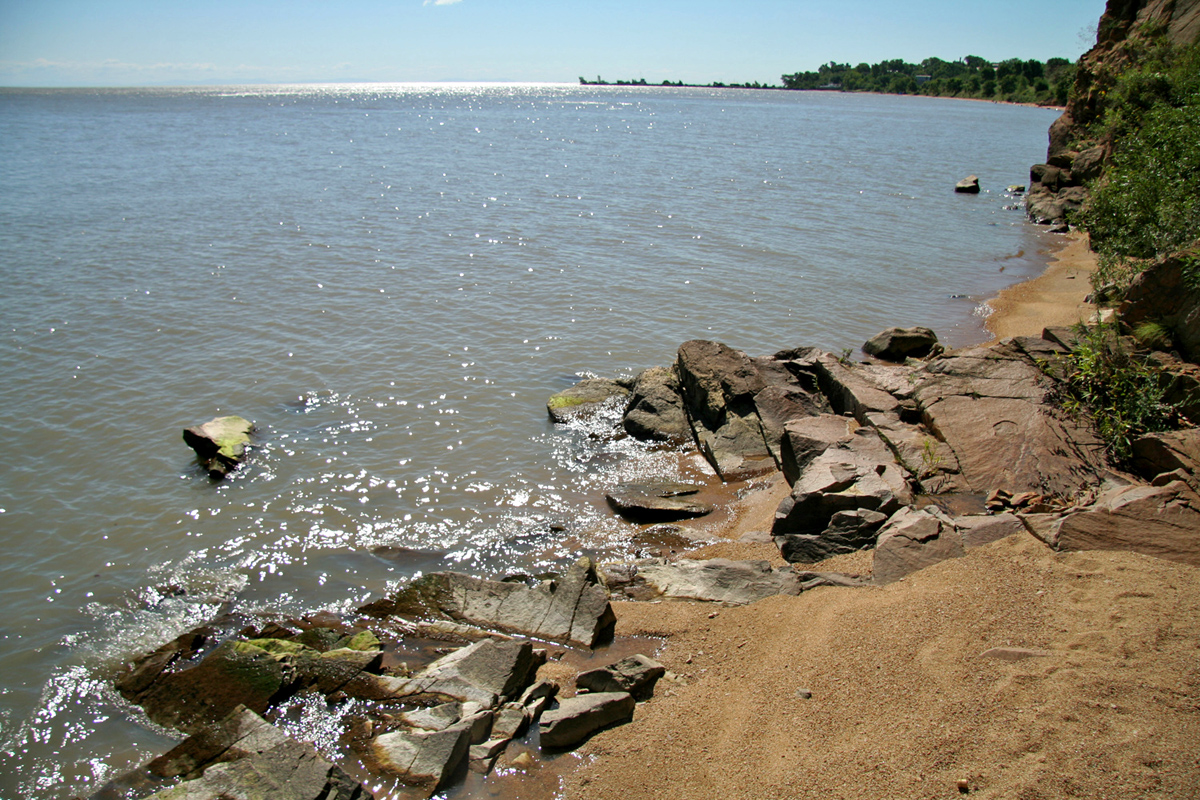
Берег озера Ханка вблизи села Камень-Рыболов

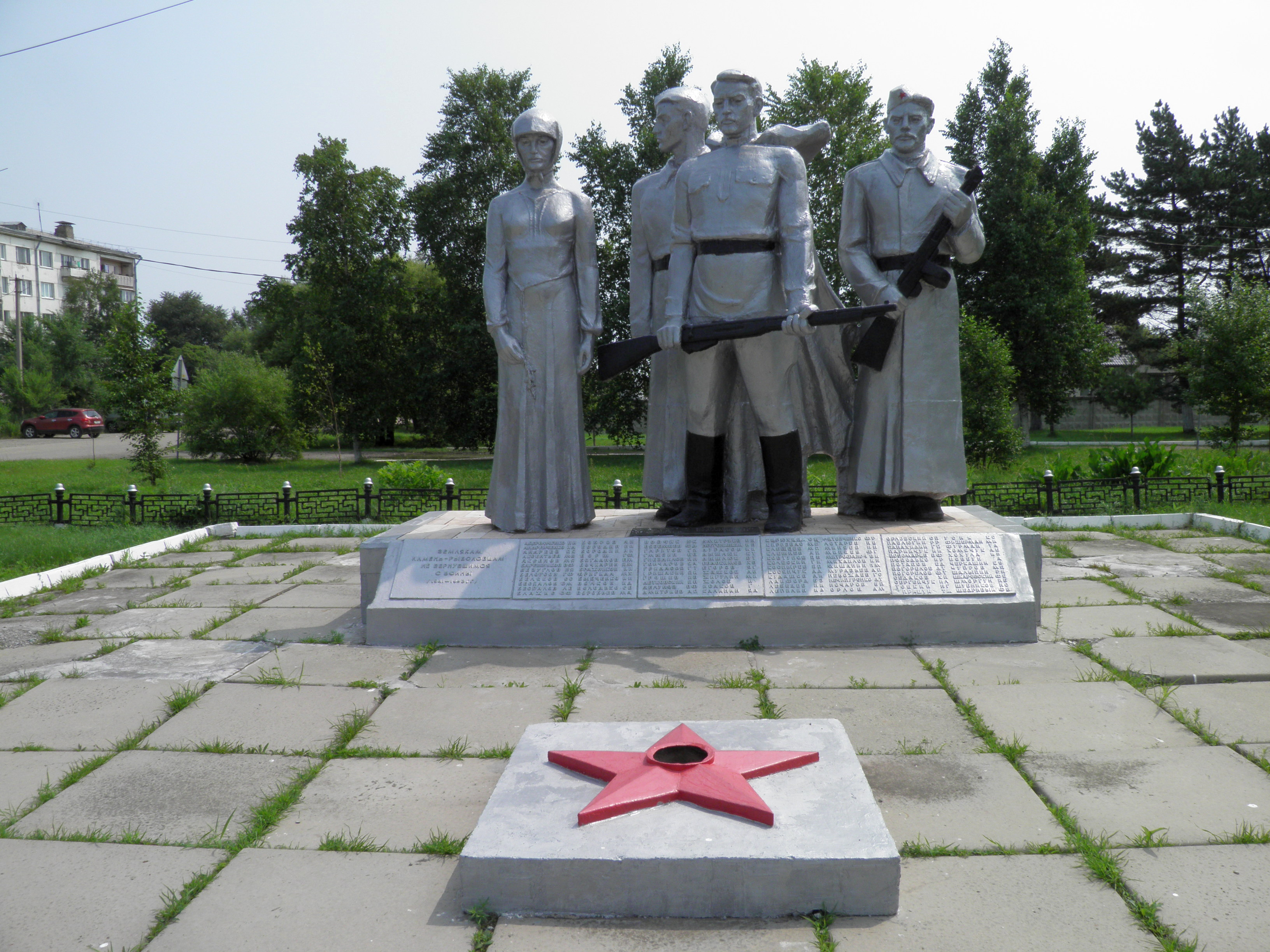
В память воинам 7-й и 8-й Дальневосточных кавалерийских дивизий, участвовавших в боях за освобождение нашей Родины в годы Великой Отечественной войны 1943—1945 гг.

Ка́мень-Рыболо́в — село в России, центр Ханкайского района Приморского края России.
Село расположено на берегу озера Ханка.
Население — 8723 чел. (2021).
Название «Камень-Рыболов» произошло по легенде от камня в скале на берегу озера, в который во время прилива попадала рыба.

## История
Основан переселившимися с запада русскими казаками в 1865 году.
23 июня 1936 года в селе Камень-Рыболов был образован 47-й истребительный авиационный полк под руководством командира полка Ивана Якубовича и начальника штаба капитана Петра Ермолова. Полк первым из авиаотрядов 1 августа 1938 года вступил в бой с японской императорской армией на озере Хасан. С 1 по 11 августа 1938 года лётчики полка выполнили 20 боевых вылетов.
Для охраны железной дороги, построенной здесь в 1930-х годах комсомольцами, была сформирована 8-я кавалерийская дивизия. На её базе в начале 1942 года сформирована 7-я кавалерийская дивизия. 2-й, 248-й и 249-й кавалерийские полки 7-й кавалерийской дивизии принимали участие в марте — апреле 1943 года в тяжёлых боях за город Севск Брянской области.
Из промышленных предприятий в настоящее время никакие не функционируют. Работавшие ранее кирпичный, молочный и рыбзавод не действуют.
В селе находятся филиал Сбербанка, дополнительный офис Приморского регионального филиала Россельхозбанка, Дальневосточный научно-исследовательский институт защиты растений (ДВНИИЗР), районный музей.
На территории административного центра Ханкайского района дислоцировались воинские части 5-й армии. На сегодняшний день часть расформирована, а территория распродана частным лицам.

## Климат
Климат — умеренный муссоный. Летом среднесуточная температура — около 18…21 °С, зимой — −11…−16 °C. Абсолютный максимум температуры воздуха, равный 37 °C,  был измерен в августе 1949 года. Абсолютный минимум, составляющий −39,9 °C, зарегистрирован в январе 1915 года.
Всемирная метеорологическая организация приняла решение о необходимости расчёта двух климатических норм (при условии наличия данных): климатологической стандартной и опорной. Климатологическая стандартная норма обновляется каждые десять лет, опорная норма охватывает период с 1961 год по 1990 год.
| Показатель                             | Янв.  | Фев.  | Март | Апр. | Май  | Июнь | Июль | Авг. | Сен. | Окт. | Нояб. | Дек. | Год |
| -------------------------------------- | ----- | ----- | ---- | ---- | ---- | ---- | ---- | ---- | ---- | ---- | ----- | ---- | --- |
| Средняя температура, °C                | −15,8 | −11,2 | −3   | 5,6  | 12,7 | 17,5 | 21,1 | 21,0 | 15,6 | 7,4  | −3,2  | −13  | 4,6 |
| Норма осадков, мм                      | 7     | 7     | 17   | 33   | 70   | 77   | 105  | 123  | 64   | 48   | 19    | 11   | 581 |
| Источник: озёрная станция «Астраханка» |       |       |      |      |      |      |      |      |      |      |       |      |     |

| Показатель                                 | Янв.  | Фев.  | Март | Апр. | Май  | Июнь | Июль | Авг. | Сен. | Окт. | Нояб. | Дек.  | Год  |
| ------------------------------------------ | ----- | ----- | ---- | ---- | ---- | ---- | ---- | ---- | ---- | ---- | ----- | ----- | ---- |
| Средний суточный максимум, °C              | −10,4 | −6,6  | 0,3  | 10,4 | 17,2 | 22,2 | 24,8 | 24,5 | 19,1 | 11,3 | 0,9   | −7,4  | 9,0  |
| Средняя температура, °C                    | −15,5 | −12,2 | −4,1 | 5,8  | 12,2 | 17,3 | 20,4 | 20,3 | 14,6 | 6,8  | −3,2  | −12,3 | 4,3  |
| Средний суточный минимум, °C               | −20,1 | −17,4 | −8,9 | 1,0  | 7,1  | 12,5 | 16,1 | 16,2 | 10,4 | 2,9  | −6,5  | −16,4 | −0,2 |
| Источник: Метеостатистика Приморского края |       |       |      |      |      |      |      |      |      |      |       |       |      |

## Население
| 1868    | 1870  | 1897  | 1900  | 1912  | 1915    | 1926    |
| ------- | ----- | ----- | ----- | ----- | ------- | ------- |
| 39      | ↗154  | ↗527  | ↘396  | ↗647  | ↗749    | ↘729    |
| 1939    | 1959  | 1970  | 1979  | 1989  | 2002    | 2005    |
| ↗5063   | ↘1505 | ↗8179 | ↘7037 | ↗8569 | ↗11 769 | ↘11 646 |
| 2010    | 2021  |       |       |       |         |         |
| ↘10 909 | ↘8723 |       |       |       |         |         |

## Известные уроженцы, жители
Щека, Сергей Акимович — советский и российский учёный-геолог, петролог, доктор геолого-минералогических наук.
Рыбак, Алексей Леонидович - Герой Российской Федерации

## Инфраструктура
|                                                                            |  |
| слева — клуб Камень-Рыболовского сельского поселения, справа — автостанция |  |

Автостанция.
Клуб Камень-Рыболовского сельского поселения

## Транспорт
Автомобильный  транспорт.